# Walter Siemers
Walter Siemers (* 22. Juli 1902 in Hamburg; † 2. März 1990 in Baden-Baden) war ein deutscher Jurist. Er wurde v. a. bekannt als Verteidiger des Oberbefehlshabers der Kriegsmarine Erich Raeder während des Nürnberger Prozesses gegen die Hauptkriegsverbrecher von 1945/1946.

## Leben und Tätigkeit
Siemers war ein Sohn des Juristen Alfred Siemers. Nach dem Schulbesuch studierte er Rechtswissenschaften an den Universitäten Tübingen, Hamburg und Marburg. Er war Mitglied des Corps Suevia Tübingen. Er schloss sein Studium mit der Promotion zum Dr. jur. ab. Anschließend ließ er sich als Rechtsanwalt in Hamburg nieder.
Nach 1933 gehörte Siemers der NSDAP an.
Erich Raeder, 1929 bis 1941 Oberbefehlshaber der deutschen Kriegsmarine, im Herbst 1945 als einer von 21 führenden Männern der NS-Diktatur im Nürnberger Prozess gegen die Hauptkriegsverbrecher angeklagt, wählte Siemers als seinen Verteidiger. Während des folgenden Prozesses von Oktober 1945 bis September 1946 verteidigte Siemers Reder juristisch gegen die Anklagepunkte der durch das Londoner Statut geschaffenen Straftatbestände: Verbrechen gegen den Frieden, Kriegsverbrechen und Verbrechen gegen die Menschlichkeit. Raeder wurde schließlich zu einer lebenslangen Haftstrafe verurteilt.
In der Bundesrepublik war Siemers Kompagnon der Rechtsanwalts-Sozietät „Dres. Siemers, Zahn, Bollmann, Kiesselbach, Siemers“ in Hamburg sowie Geschäftsführer mit dem Rang eines Direktors der Tankschiff-Reederei „Julius Schindler GmbH“ in Hamburg.
Daneben war Siemers Vorsitzender des Aufsichtsrats der Pearson & Co. AG, Bauverein zu Hamburg, und Vorsitzender des Aufsichtsrats der Hanseatischen Assekuranzvermittlungs AG, Philippi & Co. GmbH. Zudem fungierte er als ständiger Testamentvollstrecker des Nachlasses von Sönke Nissen zu Hamburg und von Ulrich Patz. Zudem gehörte er als stellvertretender Vorsitzender dem Aufsichtsrat des Deutschen Sozialwerks in Hamburg an.

## Ehe und Familie
Siemers hatte mindestens ein Kind, die Tochter Helga, die mit dem Schauspieler Hans Schalla verheiratet war.